# Highway pegs

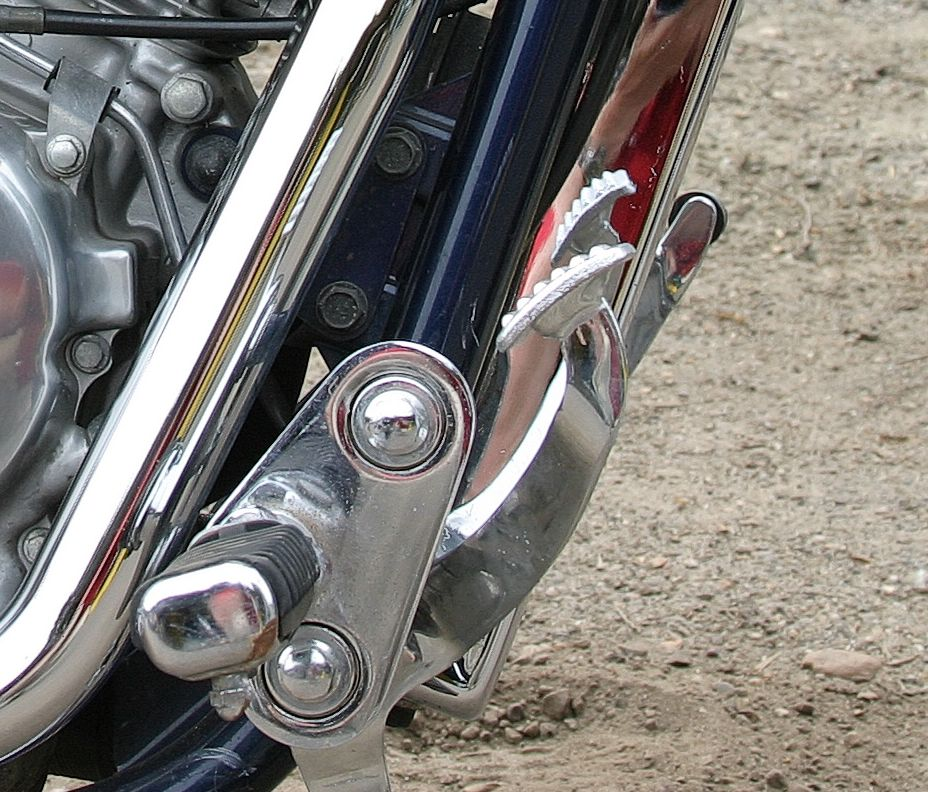
Rechter highway peg en forward control (rempedaal) op een motorfiets

Highway Pegs of Highway steps zijn extra voetsteunen ("footpegs") die voor op het frame van een custom-motorfiets of een trike worden gemonteerd. 
Door zijn voeten hier te plaatsen krijgt de rijder een meer "onderuit gezakte" zithouding. Hierdoor zijn het rempedaal en het schakelpedaal niet meer te bedienen, hetgeen gevaarlijk en lastig zou zijn. Daarom worden ook deze pedalen naar voren geplaatst. Ze heten dan forward controls of fore controls.
Soms zitten de voetsteunen zo ver naar voren dat een extra constructie nodig is, een zogenaamde Highway bar. Dit is een stang waar beide voetsteunen en de forward controls op zitten. 

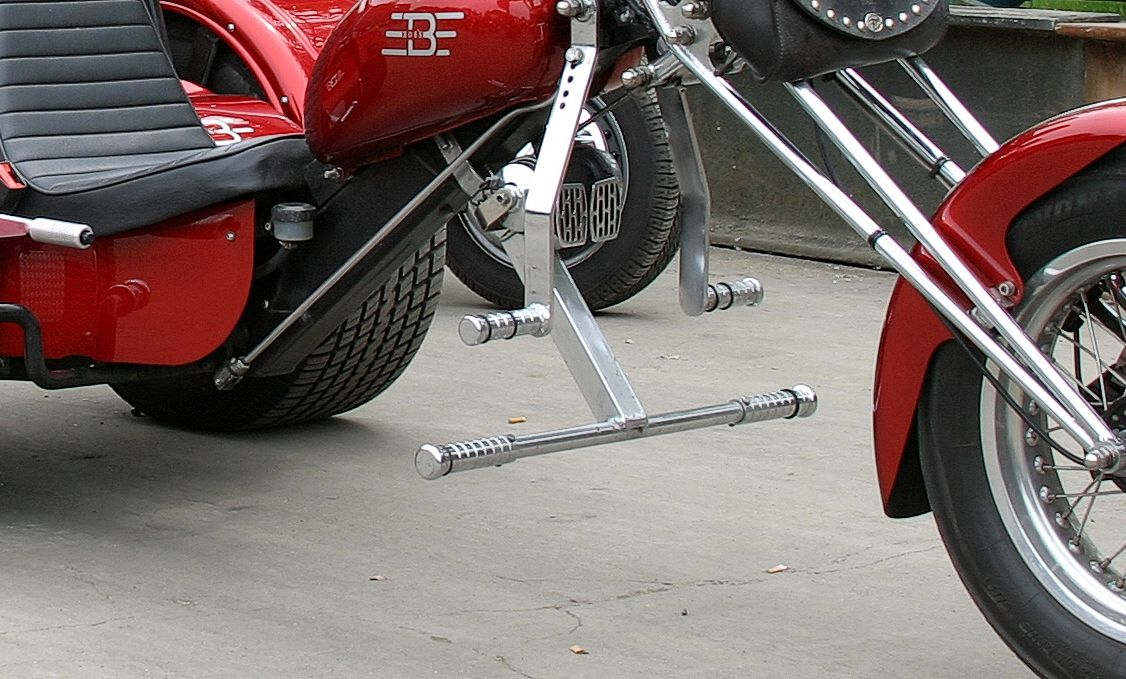
Highway bar en forward controls op een trike